# Communauté de communes du Mont d'Or et des deux Lacs
La communauté de communes du Mont d'Or et des deux Lacs est une ancienne communauté de communes française située dans le département du Doubs et la région Bourgogne-Franche-Comté.

## Historique
Elle est créée le 1er juillet 1999.
Le 1er janvier 2017, elle est fusionnée avec la communauté de communes des Hauts du Doubs pour constituer la communauté de communes des Lacs et Montagnes du Haut-Doubs.

## Composition
La communauté de communes du Mont d'Or et des deux Lacs regroupe 19 communes et plus de 10 000 habitants. Ses communes membres sont :
| Nom                        | Code Insee | Gentilé                  | Superficie (km2) | Population (dernière pop. légale) | Densité (hab./km2) |
| -------------------------- | ---------- | ------------------------ | ---------------- | --------------------------------- | ------------------ |
| Les Hôpitaux-Vieux (siège) | 25308      | Trouille-Bourreaux       | 14,21            | 423 (2014)                        | 30                 |
| Fourcatier-et-Maison-Neuve | 25252      |                          | 2,75             | 94 (2014)                         | 34                 |
| Les Fourgs                 | 25254      | Bourris                  | 27,99            | 1 273 (2014)                      | 45                 |
| Les Grangettes             | 25295      | Tiercelets               | 5,38             | 273 (2014)                        | 51                 |
| Les Hôpitaux-Neufs         | 25307      | Trouille-Bourreaux       | 6,56             | 813 (2014)                        | 124                |
| Jougne                     | 25318      | Jougnards                | 29,03            | 1 684 (2014)                      | 58                 |
| Labergement-Sainte-Marie   | 25320      | Abergeurs                | 22,12            | 1 168 (2014)                      | 53                 |
| Longevilles-Mont-d'Or      | 25348      | B'sachards               | 13,25            | 493 (2014)                        | 37                 |
| Malbuisson                 | 25361      | Malbuissonnais           | 6,60             | 856 (2014)                        | 130                |
| Malpas                     | 25362      | Aigles                   | 5,78             | 265 (2014)                        | 46                 |
| Métabief                   | 25380      | Chats-Gris               | 5,76             | 1 149 (2014)                      | 199                |
| Montperreux                | 25405      |                          | 11,61            | 815 (2014)                        | 70                 |
| Oye-et-Pallet              | 25442      |                          | 10,45            | 721 (2014)                        | 69                 |
| La Planée                  | 25459      | Cabats                   | 13,00            | 253 (2014)                        | 19                 |
| Remoray-Boujeons           | 25486      | Remouras et Bougeonniers | 15,15            | 396 (2014)                        | 26                 |
| Rochejean                  | 25494      | Brigands                 | 24,32            | 668 (2014)                        | 27                 |
| Saint-Antoine              | 25514      | Chats borgnes            | 4,51             | 333 (2014)                        | 74                 |
| Saint-Point-Lac            | 25525      | Saint-Pointus            | 4,52             | 274 (2014)                        | 61                 |
| Touillon-et-Loutelet       | 25565      |                          | 4,72             | 243 (2014)                        | 51                 |